# 曹德淦
曹德淦（1944年7月—），男，福建福清人，中华人民共和国政治人物，曾任中共漳州市委书记，福建省人民政府副省长，福建省人大常委会副主任。

## 家庭
其弟为中华人民共和国企业家，福耀集团董事局主席曹德旺。